# Sillago
Genre
Sillago est un genre de poissons de la famille des Sillaginidae.

## Espèces
- Sillago aeolus Jordan & Evermann, 1902.
- Sillago analis Whitley, 1943.
- Sillago arabica McKay & McCarthy, 1989.
- Sillago argentifasciata Martin & Montalban, 1935.
- Sillago asiatica McKay in Dutt & Sujatha, 1982.
- Sillago attenuata McKay, 1985.
- Sillago bassensis Cuvier in Cuvier & Valenciennes, 1829.
- Sillago boutani Pellegrin, 1905.
- Sillago burrus Richardson, 1842.
- Sillago chondropus Bleeker, 1849.
- Sillago ciliata Cuvier in Cuvier & Valenciennes, 1829.
- Sillago flindersi McKay, 1985.
- Sillago indica McKay, Dutt & Sujatha in McKay, 1985.
- Sillago ingenuua McKay, 1985.
- Sillago intermedius Wongratana, 1977.
- Sillago japonica Temminck & Schlegel, 1843.
- Sillago lutea McKay, 1985.
- Sillago macrolepis Bleeker, 1859.
- Sillago maculata Quoy and Gaimard, 1824.
- Sillago megacephalus Lin, 1933.
- Sillago microps McKay, 1985.
- Sillago nierstraszi Hardenberg, 1941.
- Sillago parvisquamis Gill, 1861.
- Sillago robusta Stead, 1908.
- Sillago schomburgkii Peters, 1864.
- Sillago sihama (Forsskål, 1775). - pêche-madame argenté
- Sillago soringa Dutt and Sujatha, 1982.
- Sillago vincenti McKay, 1980.
- Sillago vittata McKay, 1985.